# Странен
Странен или Истране (грч. Πέρασμα, Перасма) је насељено место у општини Зрново у периферији Источна Македонија и Тракија, Грчка. Према попису из 2021. године било је 34 становника.
Према бугарском географу и историчару, Василу Канчову, у Странену је 1900. године живело 284 Словена муслимана. Године 1923. муслиманско становништво је принудно исељено у Турску а на њихово место је насељено 15 грчких избегличких породица, укуно 56 особа. На попису из 1928. године Странен је имао 40 становника.